# Aleksandar Jugović
Aleksandar Jugović, cyr. Александар Југовић (ur. 2 listopada 1975 w Čačaku) – serbski polityk i pisarz, wiceprzewodniczący Serbskiego Ruchu Odnowy.

## Życiorys
Absolwent Wydziału Filologicznego Uniwersytetu w Belgradzie, podjął pracę jako nauczyciel akademicki, prowadząc zajęcia z literatury i języka serbskiego. Wydał książki poetyckie Krv i nije voda (1995), Na kraju krajeva (1999), Jesenim proleća (2002), a także powieści DISharmonija (2005), Tri roga meseca (2006), Srpski u sto lekcija (2008), Montana (2010). Od 2004 do 2007 był urzędnikiem w ministerstwie kultury.
Zaangażował się w działalność Serbskiego Ruchu Odnowy, w którym doszedł do stanowiska wiceprzewodniczącego partii. Wybierany na radnego rodzinnej miejscowości. W wyborach w 2008 uzyskał mandat posła do Zgromadzenia Narodowego. W 2012 z powodzeniem ubiegał się o reelekcję, został przewodniczącym koła poselskiego SPO-DHSS. W 2014, 2016, 2020, 2022 i 2023 otrzymywał miejsca na liście wyborczej organizowanej przez Serbską Partię Postępową, które pozwalały mu uzyskiwać reelekcję na kolejne kadencje.